# Famous Last Words Tour
Die Famous Last Words Tour (auch bekannt als A Midsummernight’s Concert with Supertramp) war eine weltweite Konzerttournee der britischen Rockband Supertramp, bei der die Band ihr 1982 veröffentlichtes Studioalbum “…famous last words…” vorstellte. Gleichzeitig war es die letzte Supertramp-Tournee mit Sänger und Gründungsmitglied Roger Hodgson.

## Hintergrund
Die Famous Last Words Tour begann am 1. Juni 1983 in Stockholm und endete am 25. September des gleichen Jahres in Irvine (Kalifornien). Mit insgesamt 65 Auftritten in Europa und Nordamerika war die Tournee ungefähr halb so lang wie die vorherige Breakfast in America Tour mit 127 Konzerten. Als Ausgleich dafür spielten Supertramp allerdings auch überwiegend große Freiluftkonzerte in Stadien und Amphitheatern, bzw. mehrere Konzerte an einem Ort, um mehr Zuschauern die Möglichkeit zu geben, die Band live zu erleben.
Die Tournee markierte zugleich das erste Mal in Supertramps Konzertkarriere, dass die Band von zusätzlichen Gastmusikern auf der Bühne unterstützt wurden: Fred Mandel an Keyboards und der Gitarre, der zuvor mit Pink Floyd, Queen und Alice Cooper zusammengearbeitet hatte, sowie Scott Page am Tenor-Saxophon, der außerdem auch Gitarre und Flöte spielte. Zusätzlich zu ihrer Instrumentalarbeit steuerten Mandel und Page auf der Tour auch den Backgroundgesang bei, so beispielsweise bei It’s Raining Again.
Bei den Konzerten sprach Roger Hodgson zum ersten Mal während der Shows zum Publikum, dankte den Fans und verkündete seinen bevorstehenden Ausstieg aus der Band. John Helliwell widmete außerdem beim Konzert in Berlin am 23. Juni 1983 das Lied Give a Little Bit den Menschen in der angrenzenden DDR, die dem Konzert nicht beiwohnen konnten.
Nach der Tour und seinem Ausstieg aus der Band gab Roger Hodgson an, dass sein Ausstieg durch den Wunsch motiviert war, mehr Zeit mit seiner Familie zu verbringen und Soloaufnahmen zu machen. Gerüchte, wonach es persönliche oder berufliche Probleme zwischen ihm und Rick Davies gegeben habe, verneinte Hodgson.

## Liveaufnahmen
Die beiden Konzerte in München am 23. und 24. Juli 1983 wurden vom ZDF mitgefilmt und im September des gleichen Jahres in der Sendereihe RockPop in Concert gesendet und kursieren als Bootleg-Video. Eine offizielle Veröffentlichung eines Konzertes oder ein Livealbum ist bis heute nicht erfolgt.

## Setlist

### Beispiel-Setlist
- Crazy
- Ain’t Nobody But Me
- Breakfast in America
- Bloody Well Right
- It’s Raining Again
- Put on Your Old Brown Shoes
- Hide in Your Shell
- Waiting So Long
- Give a Little Bit
- From Now On
- Child of Vision
- Asylum
- The Logical Song
- Goodbye Stranger
- Don’t Leave Me Now
- Dreamer
- Rudy
- Take the Long Way Home
- Fool’s Overture
- School
- Crime of the Century

## Tourdaten
| Nr.                 | Datum              | Stadt               | Land               | Veranstaltungsort                 | Anmerkungen    |
| Leg 1 – Europa      | Leg 1 – Europa     | Leg 1 – Europa      | Leg 1 – Europa     | Leg 1 – Europa                    | Leg 1 – Europa |
| ------------------- | ------------------ | ------------------- | ------------------ | --------------------------------- | -------------- |
| 1                   | 1. Juni 1983       | Stockholm           | Schweden           | Johanneshovs Isstadion            |                |
| 2                   | 2. Juni 1983       | Stockholm           | Schweden           | Johanneshovs Isstadion            |                |
| 3                   | 5. Juni 1983       | Gentofte            | Danemark           | Gentofte Stadion                  |                |
| 4                   | 8. Juni 1983       | Amsterdam           | Niederlande        | Olympisch Stadion                 |                |
| 5                   | 10. Juni 1983      | Werchter            | Belgien            | Festivalweide                     | Rock Werchter  |
| 6                   | 12. Juni 1983      | Frankfurt am Main   | Deutschland        | Waldstadion                       |                |
| 7                   | 14. Juni 1983      | Wien                | Osterreich         | Praterstadion                     |                |
| 8                   | 17. Juni 1983      | Köln                | Deutschland        | Müngersdorfer Stadion             |                |
| 9                   | 19. Juni 1983      | Dortmund            | Deutschland        | Westfalenstadion                  |                |
| 10                  | 21. Juni 1983      | Hamburg             | Deutschland        | Volksparkstadion                  |                |
| 11                  | 23. Juni 1983      | Berlin              | Deutschland        | Waldbühne                         |                |
| 12                  | 24. Juni 1983      | Nantes              | Frankreich         | Stade de la Beaujoire             |                |
| 13                  | 26. Juni 1983      | Sceaux              | Frankreich         | Parc de Sceaux                    |                |
| 14                  | 29. Juni 1983      | London              | England            | Earls Court                       |                |
| 15                  | 30. Juni 1983      | London              | England            | Earls Court                       |                |
| 16                  | 1. Juli 1983       | London              | England            | Earls Court                       |                |
| 17                  | 2. Juli 1983       | London              | England            | Earls Court                       |                |
| 18                  | 3. Juli 1983       | Lyon                | Frankreich         | Hippodrome de Parilly             |                |
| 19                  | 5. Juli 1983       | Barcelona           | Spanien            | Mini Estadi                       |                |
| 20                  | 7. Juli 1983       | Madrid              | Spanien            | Campo del Gas                     |                |
| 21                  | 10. Juli 1983      | Karlsruhe           | Deutschland        | Wildparkstadion                   |                |
| 22                  | 12. Juli 1983      | Longeville-lès-Metz | Frankreich         | Stade Saint-Symphorien            |                |
| 23                  | 14. Juli 1983      | Lorient             | Frankreich         | Stade du Moustoir                 |                |
| 24                  | 16. Juli 1983      | Basel               | Schweiz            | St. Jakob-Stadion                 |                |
| 25                  | 19. Juli 1983      | Biarritz            | Frankreich         | Parc des Sports d’Aguiléra        |                |
| 26                  | 21. Juli 1983      | Nizza               | Frankreich         | Stade de l’Ouest                  |                |
| 27                  | 23. Juli 1983      | München             | Deutschland        | Olympia-Reitstadion Riem          |                |
| 28                  | 24. Juli 1983      | München             | Deutschland        | Olympia-Reitstadion Riem          |                |
| Leg 2 – Nordamerika |                    |                     |                    |                                   |                |
| 29                  | 5. August 1983     | Philadelphia        | Vereinigte Staaten | Spectrum                          |                |
| 30                  | 6. August 1983     | Hampton             | Vereinigte Staaten | Coliseum                          |                |
| 31                  | 8. August 1983     | Uniondale           | Vereinigte Staaten | Nassau Veterans Memorial Coliseum |                |
| 32                  | 9. August 1983     | East Rutherford     | Vereinigte Staaten | Brendan Byrne Arena               |                |
| 33                  | 10. August 1983    | Pittsburgh          | Vereinigte Staaten | Civic Arena                       |                |
| 34                  | 11. August 1983    | Buffalo             | Vereinigte Staaten | Memorial Auditorium               |                |
| 35                  | 13. August 1983    | Quebec City         | Kanada             | Le Colisée                        |                |
| 36                  | 15. August 1983    | Columbia            | Vereinigte Staaten | Merriweather Post Pavilion        |                |
| 37                  | 17. August 1983    | Worcester           | Vereinigte Staaten | Centrum Center                    |                |
| 38                  | 18. August 1983    | Montréal            | Kanada             | Forum                             |                |
| 39                  | 19. August 1983    | Montréal            | Kanada             | Forum                             |                |
| 40                  | 20. August 1983    | Montréal            | Kanada             | Forum                             |                |
| 41                  | 22. August 1983    | Ottawa              | Kanada             | Lansdowne Park                    |                |
| 42                  | 24. August 1983    | Toronto             | Kanada             | Exhibition Stadium                |                |
| 43                  | 25. August 1983    | Toronto             | Kanada             | Exhibition Stadium                |                |
| 44                  | 26. August 1983    | Milwaukee           | Vereinigte Staaten | MECCA Arena                       |                |
| 45                  | 27. August 1983    | East Troy           | Vereinigte Staaten | Alpine Valley Music Theatre       |                |
| 46                  | 28. August 1983    | Bloomington         | Vereinigte Staaten | Met Center                        |                |
| 47                  | 31. August 1983    | Portland            | Vereinigte Staaten | Memorial Coliseum                 |                |
| 48                  | 1. September 1983  | Seattle             | Vereinigte Staaten | Center Coliseum                   |                |
| 49                  | 2. September 1983  | Seattle             | Vereinigte Staaten | Center Coliseum                   |                |
| 50                  | 3. September 1983  | Vancouver           | Kanada             | BC Place Stadium                  |                |
| 51                  | 5. September 1983  | Calgary             | Kanada             | Stampede Corral                   |                |
| 52                  | 6. September 1983  | Edmonton            | Kanada             | Northlands Coliseum               |                |
| 53                  | 9. September 1983  | Rosemont            | Vereinigte Staaten | Rosemont Horizon                  |                |
| 54                  | 10. September 1983 | Detroit             | Vereinigte Staaten | Joe Louis Arena                   |                |
| 55                  | 12. September 1983 | Richfield           | Vereinigte Staaten | Coliseum                          |                |
| 56                  | 13. September 1983 | Indianapolis        | Vereinigte Staaten | Market Square Arena               |                |
| 57                  | 14. September 1983 | St. Louis           | Vereinigte Staaten | St. Louis Arena                   |                |
| 58                  | 16. September 1983 | Norman              | Vereinigte Staaten | Lloyd Noble Center                |                |
| 59                  | 17. September 1983 | Houston             | Vereinigte Staaten | The Summit                        |                |
| 60                  | 18. September 1983 | Austin              | Vereinigte Staaten | Frank Erwin Center                |                |
| 61                  | 21. September 1983 | San Diego           | Vereinigte Staaten | Sports Arena                      |                |
| 62                  | 22. September 1983 | Inglewood           | Vereinigte Staaten | The Forum                         |                |
| 63                  | 23. September 1983 | Inglewood           | Vereinigte Staaten | The Forum                         |                |
| 64                  | 24. September 1983 | Inglewood           | Vereinigte Staaten | The Forum                         |                |
| 65                  | 25. September 1983 | Irvine              | Vereinigte Staaten | Irvine Meadows Amphitheatre       |                |

## Band
- Rick Davies: Gesang, Klavier, Wurlitzer electric piano, Hammondorgel, ARP Omni 2, Elka Rhapsody 610 string machines, Oberheim OB-1, Oberheim Four Voice synthesizers, Hohner Clavinet, Mundharmonika, Tamburin
- Roger Hodgson: Gesang, Gitarre, Klavier, Wurlitzer electric piano, ARP Omni 2, Elka Rhapsody 610, Oberheim Four-Voice synthesizers
- John Helliwell: Saxophon, Klarinette, Synthesizer, Hammondorgel bei Ain’t Nobody But Me und Goodbye Stranger, Trillerpfeife bei The Logical Song, Hintergrundgesang
- Dougie Thomson: Bass, Hammondorgel bei School, zusätzlicher Synthesizer bei Fool’s Overture, Hintergrundgesang
- Bob Siebenberg: Schlagzeug, Percussion, Hintergrundgesang
- Fred Mandel: Keyboards, Gitarre, Hintergrundgesang
- Scott Page: Tenor-Saxophon, Gitarre, Flöte, Hintergrundgesang